# Božena Böhmová
Božena Böhmová (22. února 1925 Přísečná – 25. července 2020) byla česká divadelní, dabingová a filmová herečka, dlouholetá členka Divadla E. F. Buriana v Praze, dnes nesoucí název Divadlo Archa.

## Životopis
Božena Böhmová se narodila 22. února 2025 ve vesnici Přísečná u Českého Krumlova. Po druhé světové válce odešla do Prahy, kde se věnovala pouličnímu levicovému divadlu Obratník.
Později prošla pražským Divadlem mladých pionýrů, zlínským Divadlem pracujících a v letech 1952 až 1960 Slezským divadlem Zdeňka Nejedlého v Ostravě. V roce 1962 začala hrát v pražském Divadle E. F. Buriana, kde zůstala až do odchodu do důchodu.
Hrála například ve filmech Hrdina má strach (1965), Den sedmý, osmá noc (1969), Smuteční slavnost (1969), Hodíme se k sobě, miláčku...? (1974), „Já to tedy beru, šéfe...!“ (1977) a Ten svetr si nesvlíkej (1980). Nejvíce se proslavila rolí zlé prodavačky v seriálu Ženě za pultem (1977) a rolí manželky předsedy Mrázka v seriálu Chalupáři (1975). Rovněž se věnovala dabingu a rozhlasu, svůj hlas například propůjčila dohazovačce v sovětské pohádce Mrazík (1964).
Byla provdaná za režiséra Karla Špičku. Božena Böhmová zemřela 25. července 2020 ve věku 95 let. O jejím úmrtí informoval spisovatel a publicista Miroslav Graclík.

## Filmografie (výběr)

### Filmy
- Hrdina má strach (1965)
- Den sedmý, osmá noc (1969)
- Smuteční slavnost (1969)
- Hodíme se k sobě, miláčku...? (1974)
- „Já to tedy beru, šéfe...!“ (1977)
- Ten svetr si nesvlíkej (1980)
- Čas pracuje pro vraha (1980)

### Televize
- Chalupáři (1975)
- Ženě za pultem (1977)
- Nemocnice na kraji města (1977–1981)
- Rodáci (1988)